# 陳芷妧
陳芷妧 (1994年3月10日—），綽號「晚玩」，台灣女藝人、律師。由她首次擔綱主演的戲劇《劣人傳之詭計》，於2017年獲得第52屆金鐘獎「迷你劇集獎」提名。

## 演藝生涯

### 出道以前
就讀成功大學法律系時期，陳芷妧的照片常被網友貼在網路論壇上，引來媒體關注
。她參與拍攝的網路知名節目《校花點點名》播出後，由於人氣攀升，促使她進一步跨入一個與所學專業毫不相干的領域 ── 演藝之路。儘管成為一個法律專業人士對她而言，應是一條理所當然的「正道」，但陳芷妧更熱衷於表演藝術，家人曾明確反對她步入星途，為實現夢想，她仍決定全心投入演藝事業。

### 戲劇演出
2016年上映的網路劇《劣人傳之詭計》，是陳芷妧首度擔綱主演的戲劇，此劇入圍了第52屆金鐘獎「迷你劇集獎」。同劇中還有郭書瑤、李宗霖、陳慕等演員共同參與演出。劇本安排她從「心機女」、「死屍妝」一直演到「床戲」等，一連串大膽且高難度的嘗試，讓她因求好心切而數度淚崩。

### TUD女團前任成員
陳芷妧曾是女子團體 TUD的成員，該團於2017年9月29日發行首張數位EP《Monster》，她當時在團內擔任領舞的角色。

## 作品

### 戲劇作品
| 劇名                 | 類型           | 飾演角色 | 首播日期       | 地區 |
| 劣人傳之詭計         | 網路劇、電視劇 | 田冰冰   | 2016年6月8日   | 臺灣 |
| 迷徒Chloe            | 網路劇         | Fendi    | 2016年11月14日 | 臺灣 |
| 胸性大發             | 電視劇         | 小愛     | 2017年7月30日  | 臺灣 |
| 愛麗舍之心願本       | 網路劇         | 智秀     | 2017年8月30日  | 中国 |
| 播吧都會人生系列短片 | 網路劇         |          | 2017年9月5日   | 臺灣 |
| 某某                 | 網路劇、電視劇 | 薛茜     | 2024年8月22日  | 臺灣 |

### 音樂作品
TUD 於2017年9月29日發行團體首張EP《Monster》，曲目如下：
| 曲序 | 曲目                           | 作曲                 | 填詞           | 時長  |
| 1.   | Monster （页面存档备份，存于） | terrytyelee          | TUD            | 03:24 |
| 2.   | 我賴你賴我                     | Victor劉偉德、許郁翎 | 許郁翎、詹詠淇 | 03:00 |
| 3.   | 不遠                           | terrytyelee、王知音  | 林靖軒、許郁翎 | 04:20 |

### 電視節目
| 節目名稱   | 頻道       | 主題                                    | 播出日期       |
| 綜藝大熱門 | 三立都會台 | 超OP網路正妹!本人倒底長怎樣??           | 2015年5月27日  |
| 國光幫幫忙 | 三立電視   | 北中南校花大集合 暑假看不到她們怎麼辦？ | 2015年7月28日  |
| 康熙來了   | 中天綜合台 | 2015新一代最美大學校花來了              | 2015年10月22日 |
| 大學生了沒 | 中天綜合台 | 校花演進史                              | 2016年5月9日   |
| 歡樂智多星 | 衛視中文台 |                                         |                |

### MV
- 吳莫愁《小蠻腰》
- 李心潔《親愛的，我想妳了 Dear, I Miss You》
- 林宥嘉《垃圾寶貝 Garbage Baby》

### 廣告
- 永豐銀行
- JS  婕洛妮絲
- OPPO 手機
- 歐舒丹
- 克蘭詩
- Dove
- New balance
- KYMCO
- Syoss
- Nivea
- 麥當勞《妖怪手錶》
- 味味Ａ泡麵廣告

## 外部連結
- 陳芷妧的Facebook專頁
- 陳芷妧的Instagram帳戶
- 陳芷妧 新浪微博 （页面存档备份，存于）